# Sangiovese di Romagna riserva
Il Sangiovese di Romagna riserva è un vino DOC la cui produzione è consentita nelle province di Forlì, Ravenna e Rimini; per fregiarsi in etichetta della specificazione aggiuntiva «Riserva», deve essere sottoposto obbligatoriamente a invecchiamento di almeno 24 mesi.

## Caratteristiche organolettiche
- colore: rosso rubino talora con orli violacei.
- odore: vinoso con profumo delicato che ricorda la viola.
- sapore: secco, armonico, talvolta anche un po' tannico, con retrogusto amarognolo.

## Produzione
Provincia, stagione, volume in ettolitri
- nessun dato disponibile